# Équipe d'Algérie masculine de handball au Championnat d'Afrique 1998
Cet article relate le parcours de l'Équipe d'Algérie de handball masculin lors du Championnat d'Afrique des nations 1998, organisé à Johannesbourg (Afrique du Sud) du 19 au 28 octobre 1998. Tenante du titre, il s'agit de la 12e participation de l'Algérie aux Championnats d'Afrique des nations.
L'Algérie atteint la finale de la compétition où elle est battue en finale par la Tunisie 17 à 22 Elle obtient à cette occasion sa qualification pour le championnat du monde 1999.

## Effectif
- Toufik Hakem
- Amar Daoud
- Redouane Aouachria
- Abdérazak Hamad
- Rabah Graïche
- Hamid Labraoui
- Tahar Labane
- Mohamed Bouziane
- Abdelghani Loukil
- Sofiane Sahli
- Sofiane Abes
- Hichem Boudrali
- Karim Yala
- Yazid Akchiche

- Entraîneur : Brahim Boudrali

## Phase de groupe

### Groupe A
|   | Équipe         | Pts | J | G | N | P | Bp  | Bc  | Diff |
| - | -------------- | --- | - | - | - | - | --- | --- | ---- |
| 1 | Égypte         | 8   | 4 | 4 | 0 | 0 | 152 | 65  | 87   |
| 2 | Algérie        | 6   | 4 | 3 | 0 | 1 | 124 | 70  | 54   |
| 3 | Congo          | 4   | 4 | 2 | 0 | 2 | 90  | 102 | -12  |
| 4 | Côte d'Ivoire  | 2   | 4 | 1 | 0 | 3 | 86  | 110 | -24  |
| 5 | Afrique du Sud | 0   | 4 | 0 | 0 | 4 | 57  | 162 | -105 |

| Date            | Équipe 1      | Score   | Équipe 2       |
| --------------- | ------------- | ------- | -------------- |
| 19 octobre 1998 | Congo         | 34 – 14 | Afrique du Sud |
| 20 octobre 1998 | Égypte        | 34 – 11 | Congo          |
| 20 octobre 1998 | Algérie       | 31 – 14 | Côte d'Ivoire  |
| 21 octobre 1998 | Côte d'Ivoire | 34 – 20 | Afrique du Sud |
| 21 octobre 1998 | Algérie       | 31 – 21 | Congo          |
| 22 octobre 1998 | Égypte        | 57 – 14 | Afrique du Sud |
| 23 octobre 1998 | Algérie       | 37 – 09 | Afrique du Sud |
| 23 octobre 1998 | Égypte        | 35 – 15 | Côte d'Ivoire  |
| 24 octobre 1998 | Égypte        | 26 – 25 | Algérie        |
| 24 octobre 1998 | Congo         | 24 – 23 | Côte d'Ivoire  |

## Phase finale
|  | Demi-finales    | Demi-finales    |                        |    | Finale          | Finale          |
|  | Demi-finales    | Demi-finales    |                        |    | Finale          | Finale          |
|  |                 |                 |                        |    |                 |                 |
|  | 26 octobre 1998 | 26 octobre 1998 |                        |    | 28 octobre 1998 | 28 octobre 1998 |
|  | 26 octobre 1998 | 26 octobre 1998 |                        |    | 28 octobre 1998 | 28 octobre 1998 |
|  | Égypte          | 23              |                        |    | 28 octobre 1998 | 28 octobre 1998 |
|  | Égypte          | 23              |                        |    | 28 octobre 1998 | 28 octobre 1998 |
|  | Tunisie         | 26              |                        |    | 28 octobre 1998 | 28 octobre 1998 |
|  | Tunisie         | 26              | Tunisie                | 22 |                 |                 |
|  | 26 octobre 1998 |                 | Tunisie                | 22 |                 |                 |
|  |                 | Algérie         | 17                     |    |                 |                 |
|  | Nigeria         | Algérie         | 17                     | 21 |                 |                 |
|  | Nigeria         |                 |                        | 21 |                 |                 |
|  | Algérie         | 32              |                        |    |                 |                 |
|  | Algérie         | 32              | Match pour la 3e place |    |                 |                 |
|  |                 |                 |                        |    |                 |                 |
|  | 27 octobre 1998 |                 |                        |    |                 |                 |
|  |                 |                 |                        |    |                 |                 |
|  | Égypte          | 35              |                        |    |                 |                 |
|  | Égypte          | 35              |                        |    |                 |                 |
|  | Nigeria         | 26              |                        |    |                 |                 |
|  | Nigeria         | 26              |                        |    |                 |                 |